# Casa de Fausto
La Casa de Fausto ("Faustův dům" en checo) es un palacio barroco situado en la Plaza Carlos de Praga, República Checa. Hoy en día se utiliza como hospital de una facultad de la Universidad Carolina

## Historia
Sobre un edificio gótico alzado sobre el palacio de los duques de Opava es gótica en su núcleo, en 1618 se le realiza una profunda transformación, alas que siguen otras en 1725- 1740 (atribuido a FM Kanka) y en 1769, (por Antonín Schmidt) quedando como un edificio de estilo barroco tardío. En 1820 sufre otra profunda transformación.
Recibe su nombre por leyenda del alquimista inglés Edward Kelly, amigo de John Dee y Isabel I de Inglaterra que permaneció en la corte del emperador Rodolfo II.

## Descripción
Consta de planta baja, principal y primera. Su fachada presenta la planta baja almohadillada, mientras los siguientes pisos se encuentran pintados, divididos en calles por pilastras de orden gigante, que abarcan ambas plantas, corintias. Las ventanas se encuentran enmarcadas y coronadas por molduras, mientras el edificio se corona por una balaustrada situada tras un alero. 